# Aarne Niinivirta
Aarne Niinivirta, född 26 december 1906 i Vemo, död där 20 november 1942, var en finländsk målare.
Niinivirta studerade 1925–1928 vid Åbo konstförenings ritskola och ställde ut första gången 1929. Hans produktion daterar sig huvudsakligen till 1930-talet, men han blev känd på allvar först sedan han 1940 vunnit tävlingen om en altarväggsmålning till det nya gravkapellet (Uppståndelsekapellet) i Åbo som Erik Bryggman ritat. Han gick emellertid bort innan han hunnit förverkliga sitt tävlingsförslag, som stannade på skisstadiet. Skisserna inköptes i samband med minnesutställningen i Helsingfors konsthall 1943 till Åbo konstmuseums och Ateneums samlingar.
Niinivirtas stil avvek delvis från de rådande trenderna i landet, även om t.ex. religiöst präglade motiv var ganska vanliga och hans symboliska bilder av människan närmade sig en riktning som i viss mån sammanföll med modernismen. Bland hans övriga motiv märks t.ex. stadsvyerna med de för honom karakteristiska anonyma och ansiktslösa figurerna, till exempel i Gatläggare (1936) i Åbo konstmuseum. Niinivirta är representerad vid Åbo Akademi.